# Pavló Mákov
Pavló Mikolaiovich Mákov (en ucraniano: Павло Миколайович Маков; Leningrado, 28 de agosto de 1958) es un artista ucraniano que es miembro de la Real Sociedad de Pintores y Artistas Gráficos de Gran Bretaña, miembro de la Academia Nacional de las Artes de Ucrania, y laureado con el Premio Nacional Tarás Shevchenko de Ucrania (2018).

## Obra
Las obras de Mákov se exhiben en el Museo de Victoria y Alberto de Londres, el Museo Nacional de Arte de Kiev, el Centro de Arte Contemporáneo de Osaka, la Galería Estatal Tretiakov de Moscú, el Museo de Arte Contemporáneo de Ibiza y otros museos. Las obras de Pavló Mákov también se exhibieron en la subasta de Sotheby's (2009). 
Mákov comenzó a trabajar en la creación de libro-arte en 1992, y ha realizado muchos desde entonces.
Hablando sobre la identidad de un artista moderno, Mákov se autodenomina artista ucraniano, dado que vive en Ucrania y comprende la realidad ucraniana. Compara su situación con los problemas de autorrepresentación de los artistas catalanes, pero al mismo tiempo se opone al hecho de que el arte contemporáneo se base en el folclore.
En mayo de 2011, Mákov conoció al filósofo y teórico literario estadounidense Hans Ulrich Gumbrecht, quien visitó su taller durante su estancia en Járkov. Respecto a esta visita, Mákov dijo: "Esta es la primera vez que veo a alguien describir con palabras lo que hago. No niego el posmodernismo, simplemente no pude encontrar mi lugar allí. Y Humbrecht me mostró dónde estaba".

## Exposiciones
- Notebook with a Missing Page en la Fundación Izoliatsia (Kiev), 2018.[15]
- Remember Yesterday en PinchukArtCentre (Kiev), 2021.[16]
- Unfolding Landscapes en KunstCentret Silkeborg (Silkeborg), 2022.[17]
- Mappa Mundi en Museo de Arte de Odesa, 2022.[18]
- Pages from Abracadabra en THE NAKED ROOM en L’Atlas (París), 2023.[19]
- Personnel en el Centro Yermilov (Járkov), 2023.[20]